# Franz Schmidt (kat)
Franz Schmidt (1555 v Hofu – 14. června 1634 v Norimberku) byl německý kat, pocházející z rodiny katů. Oženil se s Marií Beckovou a měl sedm dětí. Jeho dcera se provdala za malíře Hanse Ammona

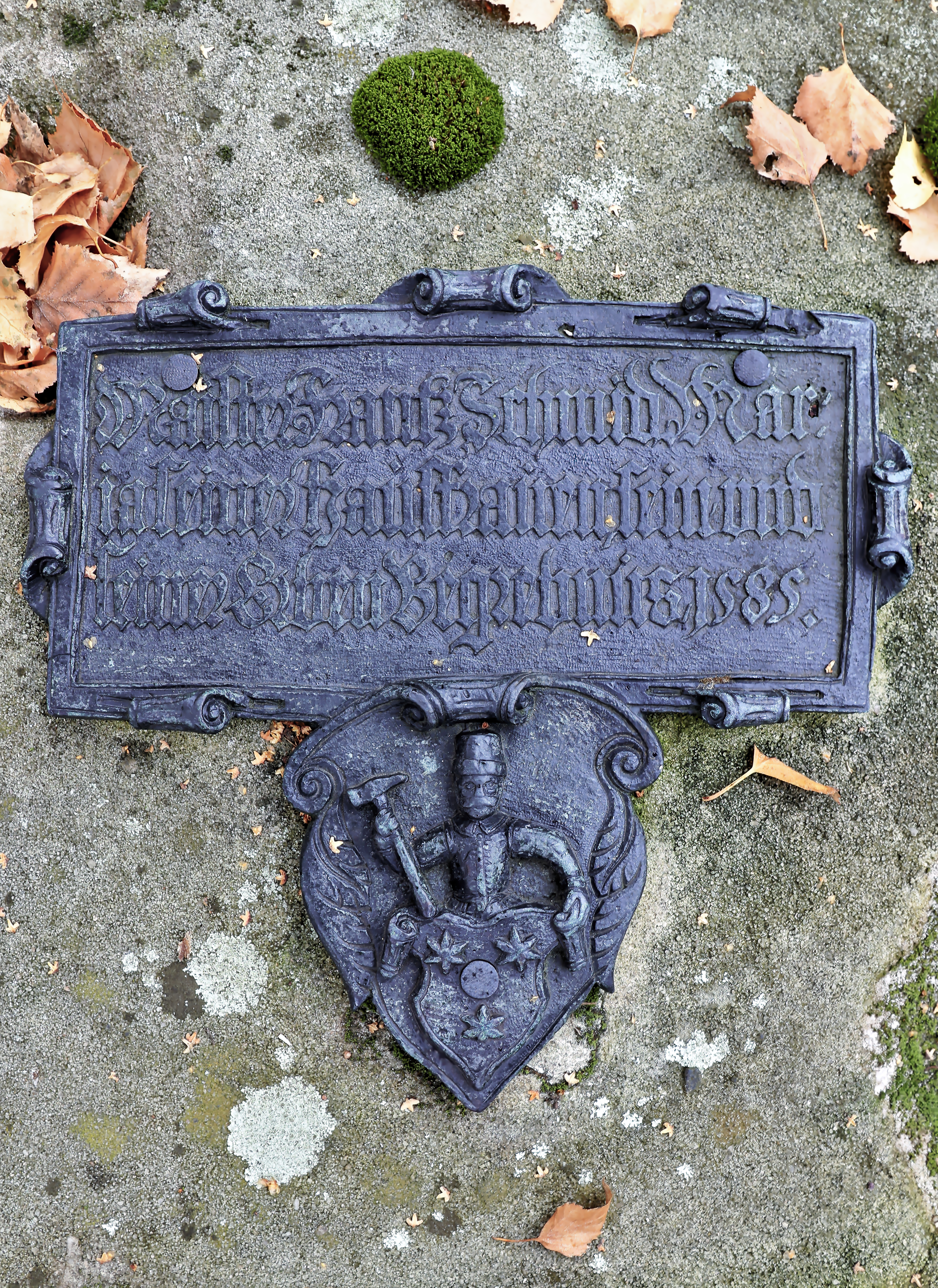
Epitaf na hrobě Franze Schmidta

## Život
Pravděpodobně se narodil v roce 1555 v Hofu. Jeho otec byl v roce 1553 vybrán jako kat, ačkoliv původně pracoval jako lapač ptáků. Franz pokračoval v povolání svého otce a stal se katem nejprve v Bamberku. Od roku 1578 vykonával toto povolání v Norimberku, kde se snažil zbavit společenské ostrakizace spojené s jeho profesí. V roce 1593 získal norimberské občanství. V roce 1617 se vzdal povolání kata a stal se lékárníkem. Ze sedmi dětí ho přežili dvě dcery a dva synové. Jeho hrob se nachází na norimberském hřbitově sv. Rocha a byl renovován v roce 2022.

## Dílo
Franz Schmidt si vedl podrobné záznamy o popravách, které vykonával v letech 1573–1617. Popravy prováděl různými způsoby, jako byly popravy mečem, kolem či ohněm. Vpletení do kola podle svých záznamů vykonal pouze dvakrát – u homosexuálního smilníka a padělatele. Jeho záznamy představují cenný zdroj informací o tehdejším právu a společnosti. Původní deník se sice nedochoval, avšak existují jeho opisy z 17. a 18. století.